# Belgrade Beer Fest
Belgrad Beer Fest (serb. Beogradski festival piva/Београдски фестивал пива)- coroczny festiwal piwa i jednocześnie festiwal muzyczny w Belgradzie. Od 2003 roku festiwal odbywa się co roku w sierpniu i trwa 5 dni. Oprócz degustacji piw krajowych i zagranicznych, na festiwalu odbywają się koncerty znanych zespołów. Jego wielkość i popularność szybko wzrosła – w 2004 r. festiwal odwiedziło ponad 75.000 gości zagranicznych, a w 2005 roku był to drugi najczęściej odwiedzany festiwal w Serbii, na którym było ponad 300 000 osób. W 2009 roku przyciągnął ponad 650 tysięcy, a w 2010 roku około 900 tysięcy zwiedzających. Wstęp na festiwal jest całkowicie bezpłatny.
Na festiwalu występowały zespoły, takie jak Hladno pivo, Orthodox Celts, Negativ, Kraljevski Apartman, Električni Orgazam, Film, Divlje Jagode, Benny Benassi, Riblja Čorba, Bajaga i Instruktori, Siddharta i na przykład muzycy: Ana Popović, Esma Redžepova i Darko Rundek.

## Historia

### 2003
Na festiwalu występowali głównie wykonawcy z Serbii oraz innych krajów byłej Jugosławii, m.in.: Psihomodo Pop, Neno Belan & Fiumens, Hladno Pivo, Sunshine, Orthodox Celts, Eyesburn, Tir na n'Og, So Sabi, Intruder, Rare, Vroom.

### 2004
W 2004 roku występowali: Lude Krawe, Grandpa Candys, Cactus Jack, Rapid Force, Negative, Hladno Pivo, Irish Stew of Sindidun, Kraljevski Apartman, Gang Bangers, E-Play, Van Gogh, Night Shift, Saša Lokner

### 2005
Wykonawcy na Belgrade Beer Fest w 2005 roku: Irish Stew of Sindidun, Sirova Koža, Prljavi Inspektor Blaža i Kljunovi, Van Gogh, Ljubiša Stojanović "Louis", Tir na n'Og, Đorđe David & Gang, Tanja Jovićević, Darko Rundek, Delča i Sklekovi, Zona B, Kraljevski Apartman, Najda & Gale, Sunshine, Shiroko, Point Blank, So Sabi, Orthodox Celts, Del Arno Band.

### 2006
Zaproszeni wykonawcy w 2005 roku to: Šinobusi, Belgrade Dixieland Orchestra, Zvonko Bogdan, Plava Trava Zaborava, Šukar, So Sabi, 357, Alogia, Eyesburn, Atomsko Sklonište, Orthodox Celts, Tir na n'Og, Omar Naber, Damir Urban, Van Gogh, Električni Orgazam, Ljubiša Stojanović "Louis", Irish Stew of Sindidun, Đorđe David & Gang, Superhiks, Rambo Amadeus, Zabranjeno Pušenje, DJ Kevin Saunderson.

### 2007
Na Belgrade Beer Fest w roku 2007 zaproszono m.in.:  Trigger, Đura i Mornari, Nikola Čuturilo, Prljavi Inspektor Blaža i Kljunovi, EKV Revisited, Ljubiša Stojanović "Louis", Neno Belan & Fiumens, Osmi Putnik, Dan D, Vlatko Stefanovski, YU grupa, Vatreni Poljubac, Deca Loših Muzičara, Rare, Kristali, Najda & Gale, Psihomodo Pop, Foltin, E-Play, Kraljevski Apartman, Čovek Bez Sluha, Elvis Jackson, Del Arno Band, Orthodox Celts, So Sabi, Zona B, Elvis J. Kurtović, Emir & Frozen Camels, Van Gogh.

### 2008
Na Festiwal w 2008 roku, który odbywał się w parku zaproszono m.in.:
Šank Rock, KUD Idijoti, Dragoljub Đuričić & Drummers, Prljavi Inspektor Blaža i Kljunovi, Ljubiša Stojanović "Louis", Big Foot Mama, Kanda, Kodža i Nebojša, Generacija 5, Film, Dubioza Kolektiv, Atomsko Sklonište, Carne Cruda, Block Out, Galija, Kiril Džajkovski, Timo Maas, Goribor, Atheist Rap, Dado Topić & Time, Orthodox Celts, Darkwood Dub, Sunshine, Oružjem Protivu Otmičara, Nervozni Poštar, Vrelo, Arhangel, Van Gogh.

### 2009
W programie muzycznym festiwalu wystąpili m.in.:
Zvonko Bogdan, Wickeda, Laibach, Stereo MC’s, Strip, Odjila, Divlje Jagode, Darko Rundek & Cargo Orkestar, Rambo Amadeus, LMT Connection, Letu Štuke and Esma Redžepova, Rapid Force, Vatra, Aleksandra Pileva, Psihomodo Pop, Orthodox Celts, Toni Kitanovski & Čerkezi Orkestar, Let 3, Emir & Frozen Camels, Valentino, Vlatko Stefanovski i Kiki Lesendrić & Piloti.

### 2010
Na festiwal zaproszono m.in.: Instant Karma, Zdenka Kovačiček, Ana Popović, Partibrejkers, Kiril Džajkovski, Gramophonedzie, Benny Benassi, Zona B, Legende, Jurica Pađen & Aerodrom, Riblja Čorba, Prljavi Inspektor Blaža i Kljunovi, S.A.R.S., Kal, Pankrti, Bajaga i Instruktori, Del Arno Band, Skroz, Siddharta, Sunshine, YU grupa, Orthodox Celts, Ljubiša Stojanović, Bilja Krstić & Bistrik Orchestra, Dejan Cukić, Neno Belan & Fiumens i Van Gogh.

### 2011
Między innymi, w 2011 roku na festiwalu wystąpili Marky Ramone (członek grupy Ramones) oraz szkocka grupa rockowa Simple Minds.
Inni ważniejsi wykonawcy: Šinobusi, Vasil Hadžimanov Band, maNga, Negative, Riblja Čorba, Zvonko Bogdan, Sevdah Baby, Magnifico, Hypnotized, Goblini, Orthodox Celts, Garavi Sokak, Svremenaši, S.A.R.S., Dubioza Kolektiv, Kerber, Atomsko Sklonište, Pips, Chips & Videoclips, Zemlja Gruva, Film, Uli Jon Roth, Boris Leiner & Pozdrav Azri, Emir & Frozen Camels, Svi Na Pod!, Lollobrigida, Sanja Ilić & Balkanika i Piloti.